# Operace Uvda
Operace Uvda (hebrejsky מבצע עובדה, Mivca Uvda) byla operace Izraelských obranných sil (IOS) během Války za nezávislost, která se odehrála mezi 5. až 10. březnem 1949. Byla poslední operací IOS během války a jejím cílem bylo získat jižní část Negevské pouště, kterou si během rozhovorů o příměří nárokovalo Zajordánsko.
Jižní Negev se měl stát součástí židovského státu podle plánu OSN na rozdělení Palestiny. Název operace je odvozen z hebrejského slova fakt (עובדה, uvda), což odkazuje na skutečnost, že cílem operace bylo vytvořit izraelskou suverenitu nad daným územím než jej dobýt. Během cesty k Rudému moři se izraelské jednotky nesetkaly z výrazným odporem. Zmíněná oblast jižního Negevu se od té doby nazývá Ovda.
Operace se zúčastnily brigády Negev, Golani, Alexandroni a množství menších jednotek.